# Tridens melanops
Tridens melanops — єдиний вид роду Tridens з підродини Tridentinae родини Trichomycteridae ряду сомоподібні. Наукова назва походить від грецького слова tres tria, тобто «три», та латинського слова dens — «зуби».

## Опис
Загальна довжина сягає 2,7 см. Голова коротка, сплощена зверху, морда витягнута. Очі крихітні. Є 2 майже непомітних вусів. Тулуб стрункий, видовжений. Спинний плавець маленький, розташований на хвостовому стеблі. Грудні плавці маленькі. Жирового плавця немає. Черевні майже відсутні. Анальний плавець довший за спинний. Хвостовий плавець короткий та широкий.
Забарвлення сірувато-коричневе.

## Спосіб життя
Є демерсальною рибою. Віддає перевагу прісній воді. Веде паразитичний спосіб життя. Живиться кров'ю великих риб, присмоктуючись до них по всьому тілу. Нападати на жертву може групою в декілька особин.

## Розповсюдження
Мешкає в басейні річки Амазонка.